# Raphidascaris acus
Raphidascaris acus is een rondwormensoort uit de familie van de Anisakidae. De wetenschappelijke naam van de soort is voor het eerst geldig gepubliceerd in 1779 door Bloch.